# Salzwasser
Als Salzwasser wird eine Lösung von Salzen in Wasser bezeichnet. In der Regel wird darunter eine Kochsalzlösung von mindestens 1 % (Massenanteil) verstanden. Im angelsächsischen Raum wird ein Salzgehalt oberhalb von 1,8 % angesetzt. Wasser mit geringerem Salzgehalt (z. B. im Bereich von Flussmündungen ins Meer) heißt Brackwasser, Wasser unterhalb von 0,1 % Salzgehalt Süßwasser. Auf der Erde stellt das Meerwasser der Ozeane das häufigste Salzwasservorkommen und zugleich die größte Wassermenge überhaupt dar. Der durchschnittliche Salzgehalt der Meere liegt bei 3,5 %. Die höchste Salzkonzentration (44,2 %) findet sich im Wasser des Don-Juan-Sees, dort ist jedoch vor allem Calciumchlorid und relativ wenig Natriumchlorid (2,9 % Massenanteil) gelöst.

## Eigenschaften
Durch den Gehalt von etwa 3,5 % Salzen ist die Dichte von Meerwasser um gut 3 % höher als Süßwasser gleicher Temperatur, etwa 1,025 kg/l bei 25 °C. Diese Dichteerhöhung vergrößert die Auftriebskraft pro Eindringvolumen, so dass z. B. Schiffe in Salzwasser weniger tief eintauchen – oder mehr laden können – als in Süßwasser. Süßwasser aus einem einmündenden Fluss fließt tendenziell in einer oberflächennahen Schicht ins Meer, bevor es durch Wirbel und Wellen untergemischt wird, selbst wenn es viel kälter als das Meerwasser ist. In der Straße von Gibraltar treten übereinanderliegende gegenläufige Strömungen des Meerwassers auf: Salzärmeres Atlantikwasser fließt (dem Oberflächengefälle entsprechend) ins verdunstungsintensivere Mittelmeer, und in der Tiefe das wegen des höheren Salzgehaltes schwerere Mittelmeerwasser hinaus in den Atlantik.
Wie viel Kochsalz in Wasser löslich ist, hängt nur geringfügig von der Temperatur ab. Bei 0 °C lassen sich in einem Liter reinem Wasser 356 g Natriumchlorid lösen, dadurch entsteht eine 26,3%ige Lösung. Bei 25 °C lassen sich 359 g Kochsalz lösen. Eine gesättigte Kochsalzlösung hat einen Gefrierpunkt von −21 °C und einen Siedepunkt von 108 °C.
Die spezifische Wärmekapazität hängt von der Salzkonzentration ab. Mit zunehmender Salinität erniedrigt sich die isobare Wärmekapazität.
Soll Eis zum Kühlen verwendet werden, können niedrige Temperaturen durch Beimischen verschiedener Salze erzeugt werden (siehe gebräuchliche Kältemischungen).
Der Salzgehalt von Wasser wirkt sich auf die elektrische Leitfähigkeit aus, was an der Beweglichkeit der Ionen liegt.
Dieser Zusammenhang kann zum Messen des Salzgehaltes verwendet werden.
Salzwasser hat gegenüber reinem Wasser eine um mehrere Größenordnungen höhere elektrische Leitfähigkeit, die auch Bedeutung für die Ausbreitung von Funkwellen hat.

## Lebensräume

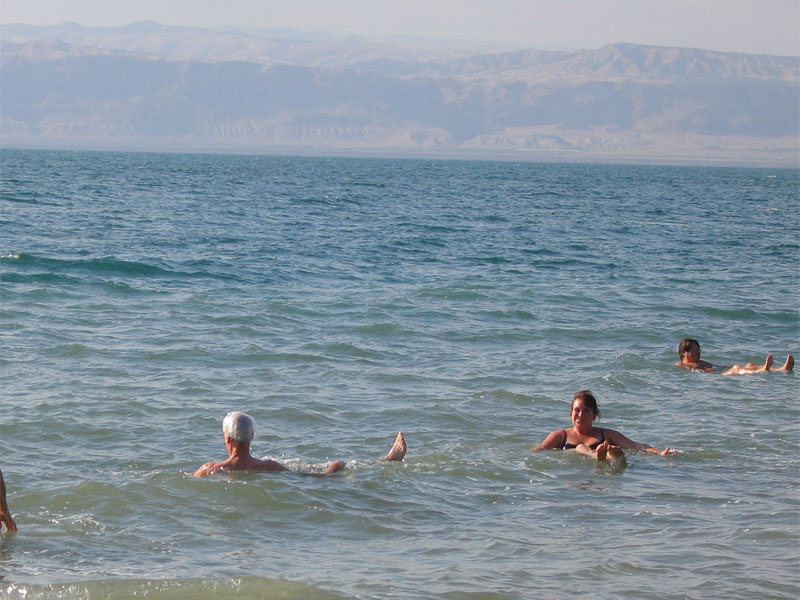
Salzgehalt im Toten Meer ca. 28 %

Lebensräume, die durch Salzwasser bestimmt sind, nennt man auch saline (von lateinisch sal „Salz“) oder haline (von altgriechisch ἅλς hals „Salz“) Biotope. Das Leben im Salzwasser erfordert von Organismen, die sekundär im Verlauf der Evolution Lebensräume im Meer oder in Salzseen erobert haben, besondere Anpassungen, z. B. Salzdrüsen oder eine erhöhte Leistungsfähigkeit von Nieren, malpighischen Gefäßen oder Protonephridien zur Ausscheidung/Exkretion. Pflanzen, die speziell an salzhaltige Biotope angepasst sind, nennt man Halophyten.
Je nach Salzgehalt wird zwischen mixohalinen Gewässern, mit einem Salzgehalt unterhalb dessen des Meerwassers (z. B. Brackwasser in Flussmündungen oder Ostsee), dem globalen Meerwasser selbst mit einem Salzgehalt von 3,47 % (genannt euhalin) und Gewässern mit einem noch höheren Salzgehalt (genannt hypersalin oder hyperhalin) (z. B. Mittelmeer, totes Meer) unterschieden.

## Übersicht
Die folgende Tabelle gibt einen Überblick über die Nutzbarkeit und Bezeichnung von Salzwasser verschiedener Konzentrationen:
| Wasserart nach Herkunft oder Art der Nutzung                             | Salinität Salzkonzentration in ppmw | Salinität Salzkonzentration in ppmw | Besonderheiten |
| Wasserart nach Herkunft oder Art der Nutzung                             | Von                                 | bis                                 | Besonderheiten |
| ------------------------------------------------------------------------ | ----------------------------------- | ----------------------------------- | --- |
| Regenwasser                                                              | 0                                   | ?                                   | Gefrierpunkt 0,0 °C, Carbonationen aus gelöstem CO2, Spuren von Salz in der Nähe des Meeres oder anderer Salz-Staubquellen |
| Süßwasser                                                                | 0                                   | 1.000                               | Gefrierpunkt 0,0 °C |
| Brackwasser                                                              | 1.000                               | 10.000                              | Gefrierpunkt 0,0 °C bis −0,6 °C                                                                                            |
| Brackwasser (angelsächsisch)                                             | 500                                 | 30.000                              | Gefrierpunkt 0,0 °C bis −1,75 °C                                                                                           |
| Mixohalines Wasser                                                       | 1.000                               | 30.000                              | |
| Meerwasser, euhalines Wasser                                             |                                     | 34.700                              | Gefrierpunkt −1,9 °C |
| Salzwasser, hyperhalines Wasser                                          | 30.000                              |                                     | Gefrierpunkt unter −1,75 °C                                                                                                |
| Don-Juan-See                                                             |                                     | 442.000                             | Gefrierpunkt −51,8 °C, da hauptsächlich Calciumchlorid                                                                     |
| Totes Meer                                                               |                                     | 280.000                             | Gefrierpunkt −21 °C |
| Gesättigte Kochsalzlösung                                                |                                     | 356.000                             | Gefrierpunkt −21 °C; Siedepunkt 108 °C                                                                                     |
| Trinkwasser, genießbar für Menschen                                      | 0                                   | 3.000                               | |
| Trinkwasser, empfohlen für Menschen                                      | 0                                   | 200                                 | |
| Isotonische Kochsalzlösung                                               |                                     | 9.000                               | |
| Bewässerungswasser (bei optimalen Boden- und Entwässerungsverhältnissen) | 0                                   | 750                                 | keine Gefahr der Versalzung                                                                                                |
| Bewässerungswasser (bei optimalen Boden- und Entwässerungsverhältnissen) | 750                                 | 1.500                               | geringe Erträge bei empfindlichen Pflanzen                                                                                 |
| Bewässerungswasser (bei optimalen Boden- und Entwässerungsverhältnissen) | 1.500                               | 3.500                               | geringere Erträge bei vielen Pflanzen                                                                                      |
| Bewässerungswasser (bei optimalen Boden- und Entwässerungsverhältnissen) | 3.500                               | 6.500                               | nur salzverträgliche Pflanzen                                                                                              |
| Bewässerungswasser (bei optimalen Boden- und Entwässerungsverhältnissen) | 6.500                               | 8.000                               | geringere Erträge bei salztoleranten Pflanzen                                                                              |
| städtisches Abwasser                                                     | ?                                   | ?                                   | stark schwankend je nach Anteil von Regen oder Abwässern von mit Auftaumittel Salz gestreuten Straßen                      |